# Lingueo
Lingueo es una red social destinada a la formación lingüística, en la cual los usuarios pueden ayudar entre ellos para aumentar sus conocimientos lingüísticos.

## Origen del nombre
Lingueo es la mezcla de la palabra en latín lingua, que significa Lengua, y de la palabra "Video". Lingueo se refiere por tanto al aprendizaje de una lengua por videoconferencia.

## Concepto
Poner en contacto las personas que deseen aprender una lengua extranjera (nacional o regional) con personas de las cuales sea esta su lengua materna, las personas son puestas en relación gracias a un sistema de afinidad de intereses.
Toda persona que quiera aprender o enseñar una lengua se inscribe libremente en la web. La plataforma no requiere la instalación de ninguna aplicación: Un micro y una webcam es suficiente para unirse a la comunidad. Actualmente, la web dispone de la enseñanza de más de 50 lenguas diferentes. Podemos encontrar por ejemplo en Lingueo: alemán, árabe, armenio, búlgaro, chino, checo, español, francés, húngaro, hebreo, inglés, italiano, japonés, portugués, polaco, ruso, rumano, sueco, turco, ucraniano, vietnamita, pero también catalán, gallego, suizo alemán, occitano o la lengua de signos.
A medio camino entre eBay y el laboratorio de lengua en línea, Lingueo se distingue de la enseñanza académica y apunta hacia el aprendizaje lúdico de los usos lingüísticos comunes, los cuales podremos adquirir en el mismo sitio, pero sin necesidad de asistir a ninguna academia, lo haremos desde cualquier punto con acceso a internet.
Los usuarios dedicados a la enseñanza, llamados tutores, se verán remunerados por sus alumnos mediante el sistema de pago de la web.
En enero de 2009 Lingueo recibe el "Certificado europeo de las lenguas" por la Comisión europea debido a su trabajo y a los criterios que corresponden a las ambiciones europeas dentro del campo de la enseñanza y el aprendizaje de lenguas.

## Desarrollo
El objetivvo de la plataforma de videoconferencia Lingueo es la de poner al servicio del aprendizaje de lenguas la facilidad de los videos en Flash y la fuerza de las redes sociales. La plataforma posee numerosas herramientas como por ejemplo un motor de búsqueda multicriterio, una sala de clase virtual, así como números lecciones en forma de videos.